# آم (أسطورة)
آمّ (بالإنجليزية: Am)‏ رب عند البورتانغورو في أمريكا الجنوبية.